# San Lorenzo Huehuetitlán
San Lorenzo Huehuetitlán är en ort i Mexiko.   Den ligger i kommunen Tianguistenco och delstaten Mexiko, i den sydöstra delen av landet, 50 km sydväst om huvudstaden Mexico City. San Lorenzo Huehuetitlán ligger 2 599 meter över havet och antalet invånare är 2 100.
Terrängen runt San Lorenzo Huehuetitlán är kuperad åt sydost, men åt nordväst är den platt. Runt San Lorenzo Huehuetitlán är det tätbefolkat, med 266 invånare per kvadratkilometer. Närmaste större samhälle är Metepec, 18,7 km nordväst om San Lorenzo Huehuetitlán. I omgivningarna runt San Lorenzo Huehuetitlán växer i huvudsak blandskog.